# Kimberley (Austràlia Occidental)
Kimberley és la regió més al nord de les nou regions d'Austràlia Occidental. Està vorejat a l'oest per l'oceà Índic, al nord pel Mar de Timor, al sud pel Gran Desert de Sorra i el Desert de Tanami a la regió de Pilbara, i a l'est amb el Northern Territory.

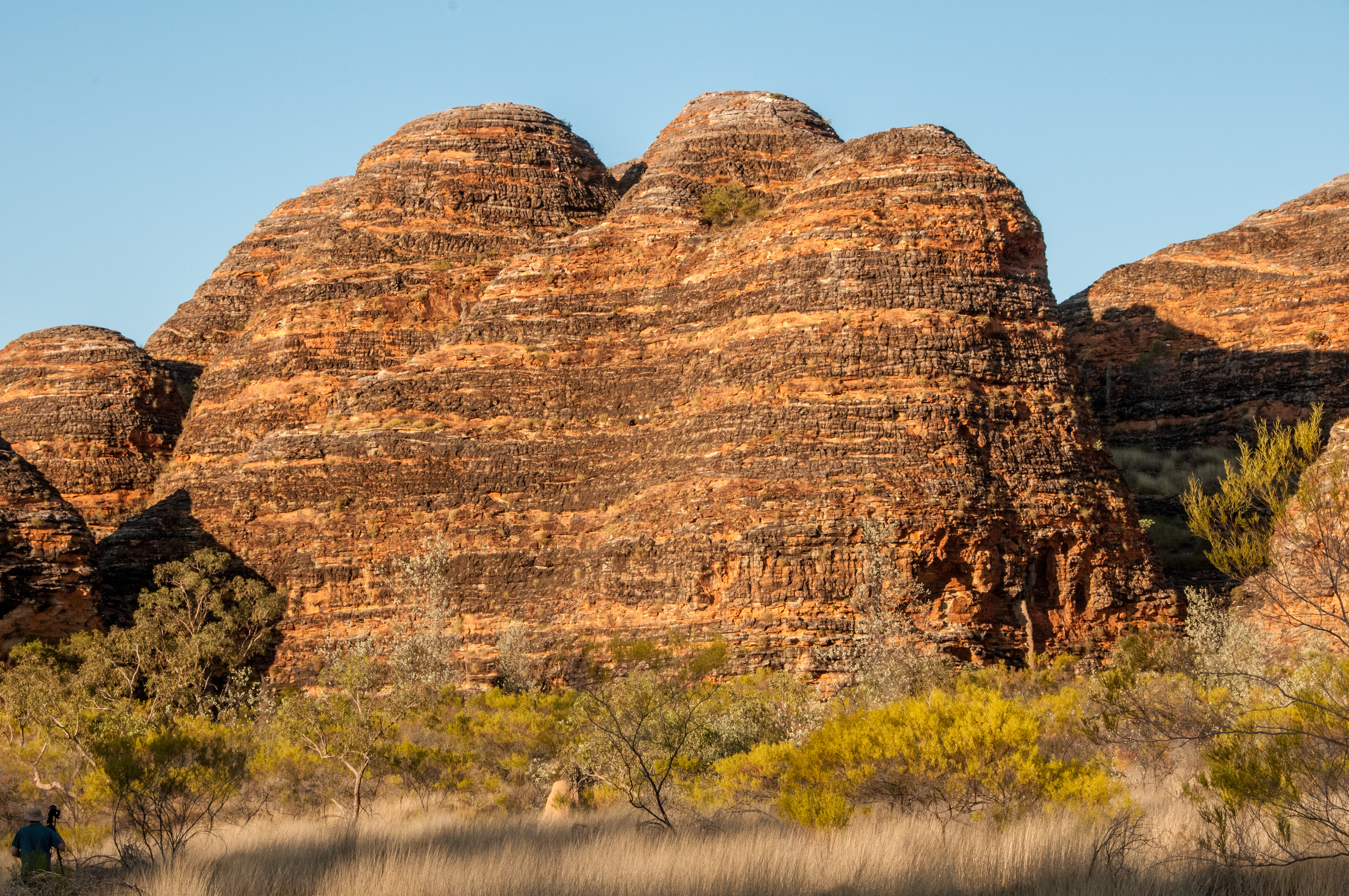
The Domes Walk, Purnululu National Park

La regió Kimberley va ser una de les zones d'Austràlia primer habitades fa uns 41.000 anys probablement des de les illes d'Indonèsia.

## Geografia

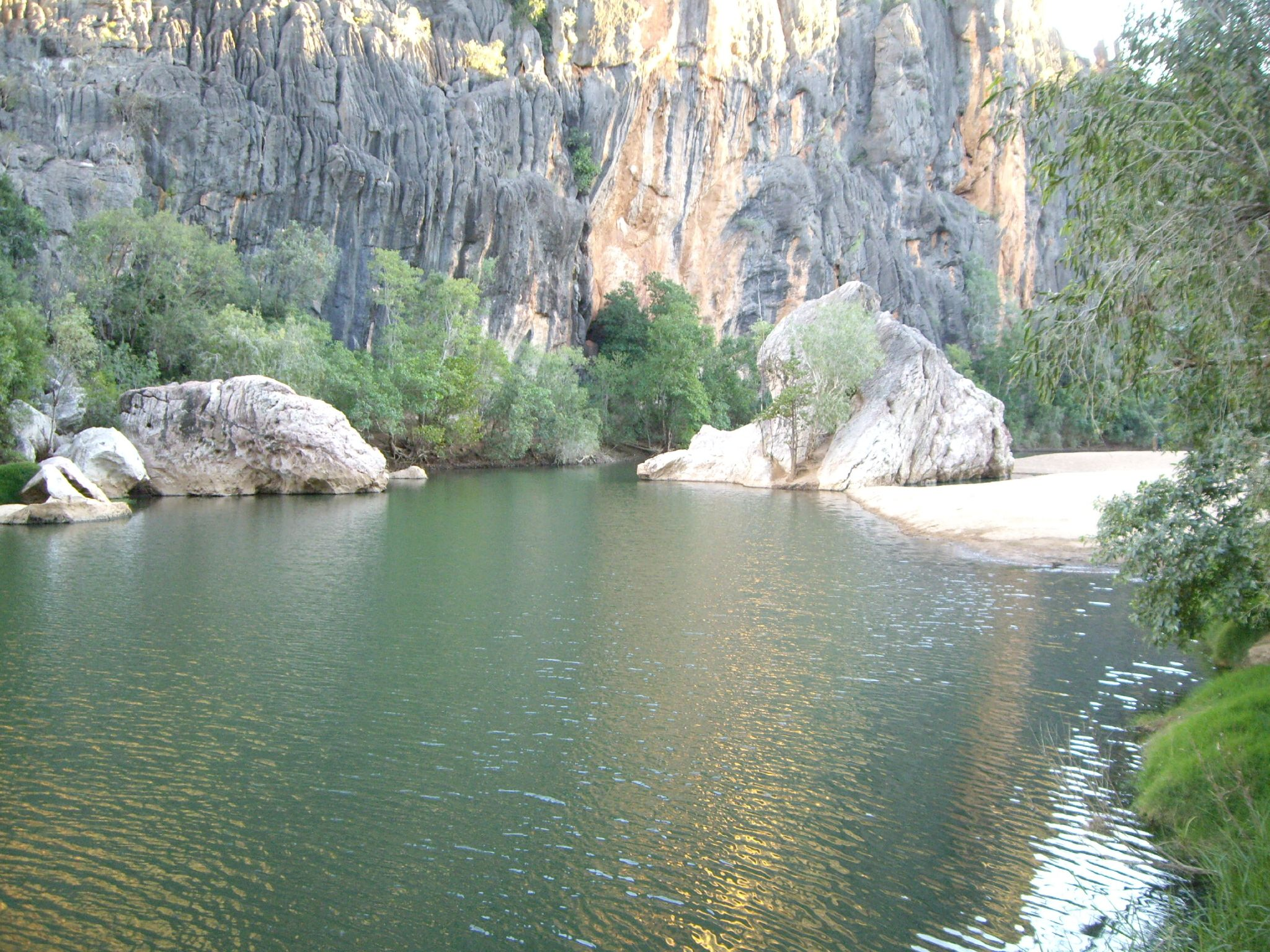
Lennard River

Les dimensions de la regió de Kimberley són de 423,517 quilometres quadrats (163,521 sq mi).
Kimberley consta d'antigues serralades de muntanyes. L'extrem sud és la Península Dampier que és més plana amb herbassars secs tropicals pasturats per bovins.

## Clima
Kimberley té un clima tropical monsònic amb el 90% de pluges entre novembre i abril.